# Suchia
Suchia é um clado de arcossauros que inclui todos os pseudosuchias exceto os Ornithosuchidaes. Ele inclui crocodilianos e seus parentes extintos. Paul Sereno definiu Suchia como o clado contendo Aetosaurus ferratus, Rauisuchus tiradentes, Prestosuchus chiniquensis, Gracilisuchus stipanicicorum e Crocodilo-do-nilo. Suchia é um taxon nodo base que inclui crocodilomorfos e as formas mais basais do Triássico como aetossauros e Rauisuchias.